# آرشي رينولدز
آرشي رينولدز (بالإنجليزية: Archie Reynolds)‏ هو لاعب كرة قاعدة أمريكي، ولد في 3 يناير 1946 في غلينديل في الولايات المتحدة.

## وصلات خارجية
- آرشي رينولدز على موقع دوري كرة القاعدة الرئيسي (الإنجليزية)
- آرشي رينولدز على موقعبيزبول رفرنس.كوم (الدوري الرئيسي) (الإنجليزية)
- آرشي رينولدز على موقعبيزبول رفرنس.كوم (الدوري الثانوي) (الإنجليزية)